# Линен
Линен (нем. Lienen) — община в Германии, в земле Северный Рейн-Вестфалия.
Подчиняется административному округу Мюнстер. Входит в состав района Штайнфурт.  Население составляет 8578 человек (на 31 декабря 2010 года). Занимает площадь 73,27 км².